# Coban (flygplats)
Coban är en flygplats i Guatemala. Den ligger i den centrala delen av landet, 90 km norr om huvudstaden Guatemala City. Coban ligger 1 322 meter över havet.
Terrängen runt Coban är kuperad åt nordväst, men åt sydost är den platt. Runt Coban är det ganska tätbefolkat, med 67 invånare per kvadratkilometer. Närmaste större samhälle är Cobán, 3,8 km öster om Coban. I omgivningarna runt Coban växer i huvudsak städsegrön lövskog.